# 石楼镇 (广州市)
石楼镇是中国广东省广州市番禺区下辖的一个镇，位于番禺区东部。辖区总面积126.5平方公里，人口12万多人。镇内有羊城新八景之一的莲花山和全国重点文物保护单位之一的莲花山古采石场。

## 得名由来
石楼，旧名“石子头”，当地人亦称之为“社头”“石狮头”，为“石子头”快读讹音而成。又说因莲花山上有一巨石，酷似狮形，故名“石狮头”，清末雅化称为“石楼”。

## 行政区划
下辖以下地区：
石楼社区、莲花山社区、沙北村、江鸥村、沙南村、海心村、清流村、南派村、裕丰村、茭东村、茭西村、胜洲村、大岭村、岳溪村、官桥村、赤岗村、赤山东村、石楼一村、石楼二村、联围村、群星村、卫星村、东星村和明星村。

## 中国传统村落
2012年，大岭村被评为首批“中国传统村落”。